# Silvia Cochetti
Silvia Cochetti (Buenos Aires, 1945) es una deportista argentina especializada en atletismo adaptado y natación adaptada que se ha destacado por ser la máxima medallista paralímpica de su país, de América Latina y de los países de habla hispana. Cochetti ganó trece medallas, cinco de ellas de oro, en los Juegos Paralímpicos de Tokio 1964 y Tel Aviv 1968, en natación, atletismo y básquetbol en silla de ruedas. En Tel Aviv 1968 obtuvo además el récord mundial en lanzamiento de bala en su clase, con 7.15 m. En 2010 la Legislatura de la Ciudad de Buenos Aires la reconoció como Personalidad Destacada de la Ciudad de Buenos Aires.
Por sus logros deportivos fue reconocida en Argentina como Maestra del Deporte.

## Carrera deportiva

### Juegos Paralímpicos de Tokio 1964
En los Juegos Paralímpicos de Tokio 1964 Silvia Cochetti obtuvo cinco medallas, tres de oro en natación y otras dos en atletismo (plata y bronce); fue la quinta atleta femenina más premiada de los juegos, detrás de Rosalie Hixson (6 oro, 1 plata), Anna Maria Toso (5 oro, 5 plata), Lynnette Gilchrist (5 oro; 3 plata) y R. Khunel (4 oro, 1 bronce).

#### Natación
| Natación Mujeres 50 m pecho clase espacial | Natación Mujeres 50 m pecho clase espacial | Natación Mujeres 50 m pecho clase espacial | Natación Mujeres 50 m pecho clase espacial | Natación Mujeres 50 m pecho clase espacial |
| | Nadadora                                   | País                                       | Tiempo                                     |                                            |
| --- | ------------------------------------------ | ------------------------------------------ | ------------------------------------------ | ------------------------------------------ |
| 1 | Silvia Cochetti                            | Argentina                                  | 1:08.10                                    |                                            |
| 2 | Estela Falocco                             | Argentina                                  | 1:36.00                                    |                                            |
| 3 | Amelia Mier                                | Argentina                                  | 2:07.90                                    |                                            |
| Fuente: «Women's 50 m Breaststroke Special class». IPC. 1964. (enlace roto disponible en Internet Archive; véase el historial, la primera versión y la última). |                                            |                                            |                                            |                                            |

| Natación Mujeres 50 m libre boca arriba clase especial | Natación Mujeres 50 m libre boca arriba clase especial | Natación Mujeres 50 m libre boca arriba clase especial | Natación Mujeres 50 m libre boca arriba clase especial | Natación Mujeres 50 m libre boca arriba clase especial |
| | Nadadora                                               | País                                                   | Tiempo                                                 |                                                        |
| --- | ------------------------------------------------------ | ------------------------------------------------------ | ------------------------------------------------------ | ------------------------------------------------------ |
| 1 | Silvia Cochetti                                        | Argentina                                              | 1:05.70                                                |                                                        |
| 2 | Estela Falocco                                         | Argentina                                              | 1:17.90                                                |                                                        |
| 3 | Amelia Mier                                            | Argentina                                              | 1:02.20                                                |                                                        |
| Fuente: «Women's 50 m Freestyle Supine Special class». IPC. 1964. (enlace roto disponible en Internet Archive; véase el historial, la primera versión y la última). |                                                        |                                                        |                                                        |                                                        |

| Natación Mujeres 50 m libre boca abajo clase especial | Natación Mujeres 50 m libre boca abajo clase especial | Natación Mujeres 50 m libre boca abajo clase especial | Natación Mujeres 50 m libre boca abajo clase especial | Natación Mujeres 50 m libre boca abajo clase especial |
| | Nadadora                                              | País                                                  | Tiempo                                                |                                                       |
| --- | ----------------------------------------------------- | ----------------------------------------------------- | ----------------------------------------------------- | ----------------------------------------------------- |
| 1 | Silvia Cochetti                                       | Argentina                                             | 0:46.70                                               |                                                       |
| 2 | Estela Falocco                                        | Argentina                                             | 1:04.40                                               |                                                       |
| 3 | Amelia Mier                                           | Argentina                                             | 1:05.40                                               |                                                       |
| Fuente: «Women's 50 m Freestyle Prone Special class». IPC. 1964. (enlace roto disponible en Internet Archive; véase el historial, la primera versión y la última). |                                                       |                                                       |                                                       |                                                       |

#### Atletismo
| Atletismo: Mujeres lanzamiento de disco D | Atletismo: Mujeres lanzamiento de disco D | Atletismo: Mujeres lanzamiento de disco D | Atletismo: Mujeres lanzamiento de disco D | Atletismo: Mujeres lanzamiento de disco D |
| | Deportista                                | País                                      | Distancia                                 |                                           |
| --- | ----------------------------------------- | ----------------------------------------- | ----------------------------------------- | ----------------------------------------- |
| 1 | Irene Monaco                              | Italia                                    | 14.50                                     |                                           |
| 2 | Silvia Cochetti                           | Argentina                                 | 14.32                                     |                                           |
| 3 | Zipora Rubin-Rosenbaum                    | Israel                                    | 13.57                                     |                                           |
| Fuente: «Women's Discus Throw D. Tokyo 1964». IPC. 1964. (enlace roto disponible en Internet Archive; véase el historial, la primera versión y la última). |                                           |                                           |                                           |                                           |

| Atletismo: Mujeres lanzamiento de clava D | Atletismo: Mujeres lanzamiento de clava D | Atletismo: Mujeres lanzamiento de clava D | Atletismo: Mujeres lanzamiento de clava D | Atletismo: Mujeres lanzamiento de clava D |
| | Deportista                                | País                                      | Distancia                                 |                                           |
| --- | ----------------------------------------- | ----------------------------------------- | ----------------------------------------- | ----------------------------------------- |
| 1 | C. Welgar                                 | Estados Unidos                            | 24.46                                     |                                           |
| 2 | Patterson                                 | Estados Unidos                            | 24.25                                     |                                           |
| 3 | Silvia Cochetti                           | Argentina                                 | 22.38                                     |                                           |
| Fuente: «Women's Club Throw D. Tokyo 1964». IPC. 1964. (enlace roto disponible en Internet Archive; véase el historial, la primera versión y la última). |                                           |                                           |                                           |                                           |

### Juegos Paralímpicos de Tel Aviv 1968
En los Juegos Paralímpicos de Tel Aviv 1968 Silvia Cochetti ganó 8 medallas: 2 de oro, 3 de plata y 5 de bronce. Obtuvo además el récord mundial en lanzamiento de bala en su clase, con 7.15 m.

#### Atletismo
| Atletismo Mujeres Lanzamiento de disco clase especial Participantes: 4 | Atletismo Mujeres Lanzamiento de disco clase especial Participantes: 4 | Atletismo Mujeres Lanzamiento de disco clase especial Participantes: 4 | Atletismo Mujeres Lanzamiento de disco clase especial Participantes: 4 | Atletismo Mujeres Lanzamiento de disco clase especial Participantes: 4 | Atletismo Mujeres Lanzamiento de disco clase especial Participantes: 4 |
|                                                                        | Atleta                                                                 | País                                                                   | Distancia (m.)                                                         |                                                                        |                                                                        |
| ---------------------------------------------------------------------- | ---------------------------------------------------------------------- | ---------------------------------------------------------------------- | ---------------------------------------------------------------------- | ---------------------------------------------------------------------- | ---------------------------------------------------------------------- |
| 1                                                                      | Silvia Cochetti                                                        | Argentina                                                              | 17.39                                                                  |                                                                        |                                                                        |
| 2                                                                      | Halfon                                                                 | Israel                                                                 | 15.15                                                                  |                                                                        |                                                                        |
| 3                                                                      | Siri                                                                   | Israel                                                                 | 11.94                                                                  |                                                                        |                                                                        |
| Fuente: IPC.                                                           |                                                                        |                                                                        |                                                                        |                                                                        |                                                                        |

| Atletismo Mujeres Lanzamiento de bala clase especial Participantes: 4 | Atletismo Mujeres Lanzamiento de bala clase especial Participantes: 4 | Atletismo Mujeres Lanzamiento de bala clase especial Participantes: 4 | Atletismo Mujeres Lanzamiento de bala clase especial Participantes: 4 | Atletismo Mujeres Lanzamiento de bala clase especial Participantes: 4 | Atletismo Mujeres Lanzamiento de bala clase especial Participantes: 4 |
|                                                                       | Atleta                                                                | País                                                                  | Distancia (m.)                                                        |                                                                       |                                                                       |
| --------------------------------------------------------------------- | --------------------------------------------------------------------- | --------------------------------------------------------------------- | --------------------------------------------------------------------- | --------------------------------------------------------------------- | --------------------------------------------------------------------- |
| 1                                                                     | Silvia Cochetti                                                       | Argentina                                                             | 7.15                                                                  |                                                                       | RM                                                                    |
| 2                                                                     | Halfon                                                                | Israel                                                                | 7.00                                                                  |                                                                       |                                                                       |
| 3                                                                     | Siri                                                                  | Israel                                                                | 5.13                                                                  |                                                                       |                                                                       |
| Fuente: IPC.                                                          |                                                                       |                                                                       |                                                                       |                                                                       |                                                                       |

| Atletismo Mujeres Lanzamiento de clava clase especial Participantes: 4 | Atletismo Mujeres Lanzamiento de clava clase especial Participantes: 4 | Atletismo Mujeres Lanzamiento de clava clase especial Participantes: 4 | Atletismo Mujeres Lanzamiento de clava clase especial Participantes: 4 | Atletismo Mujeres Lanzamiento de clava clase especial Participantes: 4 |
|                                                                        | Atleta                                                                 | País                                                                   | Distancia (m.)                                                         |                                                                        |
| ---------------------------------------------------------------------- | ---------------------------------------------------------------------- | ---------------------------------------------------------------------- | ---------------------------------------------------------------------- | ---------------------------------------------------------------------- |
| 1                                                                      | Halfon                                                                 | Israel                                                                 | 30.89                                                                  |                                                                        |
| 2                                                                      | Silvia Cochetti                                                        | Argentina                                                              | 27.12                                                                  |                                                                        |
| 3                                                                      | Seeley                                                                 | Israel                                                                 | 24.45                                                                  |                                                                        |
| Fuente: IPC.                                                           |                                                                        |                                                                        |                                                                        |                                                                        |

| Atletismo Mujeres Péntatlon clase especial Participantes: 5 | Atletismo Mujeres Péntatlon clase especial Participantes: 5 | Atletismo Mujeres Péntatlon clase especial Participantes: 5 | Atletismo Mujeres Péntatlon clase especial Participantes: 5 | Atletismo Mujeres Péntatlon clase especial Participantes: 5 |
|                                                             | Atleta                                                      | País                                                        | Pts.                                                        |                                                             |
| ----------------------------------------------------------- | ----------------------------------------------------------- | ----------------------------------------------------------- | ----------------------------------------------------------- | ----------------------------------------------------------- |
| 1                                                           | Zipora Rubin-Rosenbaum                                      | Israel                                                      | 3435                                                        |                                                             |
| 2                                                           | Silvia Cochetti                                             | Argentina                                                   | 3354                                                        |                                                             |
| 3                                                           | Daphne Hilton                                               | Australia                                                   | 3192                                                        |                                                             |
| Fuente: IPC.                                                |                                                             |                                                             |                                                             |                                                             |

| Atletismo Mujeres Jabalina clase especial Participantes: 4 | Atletismo Mujeres Jabalina clase especial Participantes: 4 | Atletismo Mujeres Jabalina clase especial Participantes: 4 | Atletismo Mujeres Jabalina clase especial Participantes: 4 | Atletismo Mujeres Jabalina clase especial Participantes: 4 |
|                                                            | Atleta                                                     | País                                                       | Distancia (m.)                                             |                                                            |
| ---------------------------------------------------------- | ---------------------------------------------------------- | ---------------------------------------------------------- | ---------------------------------------------------------- | ---------------------------------------------------------- |
| 1                                                          | Halfon                                                     | Israel                                                     | 15.35                                                      |                                                            |
| 2                                                          | Siri                                                       | Israel                                                     | 15.02                                                      |                                                            |
| 3                                                          | Silvia Cochetti                                            | Argentina                                                  | 14.71                                                      |                                                            |
| Fuente: IPC.                                               |                                                            |                                                            |                                                            |                                                            |

| Atletismo Mujeres Posta 4x40 m abierta Participantes: 8 | Atletismo Mujeres Posta 4x40 m abierta Participantes: 8 | Atletismo Mujeres Posta 4x40 m abierta Participantes: 8 | Atletismo Mujeres Posta 4x40 m abierta Participantes: 8 | Atletismo Mujeres Posta 4x40 m abierta Participantes: 8 |
|                                                         | Atleta                                                  | País                                                    | Tiempo                                                  |                                                         |
| ------------------------------------------------------- | ------------------------------------------------------- | ------------------------------------------------------- | ------------------------------------------------------- | ------------------------------------------------------- |
| 1                                                       | E. Cox Linda Stratman Jo Ann Keyser Carol Ann Giesse    | Estados Unidos                                          | 48.6                                                    |                                                         |
| 2                                                       | Batya Mishani Sharabi Even-Sahav Siri                   | Israel                                                  | 49.5                                                    |                                                         |
| 3                                                       | Noemí Tortul Susana Olarte Silvia Cochetti Amelia Mier  | Argentina                                               | 52.5                                                    |                                                         |
| Fuente: IPC.                                            |                                                         |                                                         |                                                         |                                                         |

#### Natación
| Natación Mujeres 50 m libre clase especial Participantes: 9 | Natación Mujeres 50 m libre clase especial Participantes: 9 | Natación Mujeres 50 m libre clase especial Participantes: 9 | Natación Mujeres 50 m libre clase especial Participantes: 9 | Natación Mujeres 50 m libre clase especial Participantes: 9 | Natación Mujeres 50 m libre clase especial Participantes: 9 |
|                                                             | Nadadora                                                    | País                                                        | Tiempo                                                      |                                                             |                                                             |
| ----------------------------------------------------------- | ----------------------------------------------------------- | ----------------------------------------------------------- | ----------------------------------------------------------- | ----------------------------------------------------------- | ----------------------------------------------------------- |
| 1                                                           | van der Benden                                              | Países Bajos                                                | 42.3                                                        |                                                             | RM                                                          |
| 2                                                           | Shalom                                                      | Israel                                                      | 46.5                                                        |                                                             |                                                             |
| 3                                                           | Silvia Cochetti                                             | Argentina                                                   | 46.9                                                        |                                                             |                                                             |
| Fuente: IPC.                                                |                                                             |                                                             |                                                             |                                                             |                                                             |

#### Básquetbol en silla de ruedas
En los Juegos de Tel Aviv se incorporó el evento femenino del básquetbol en silla de ruedas. Participaron cinco países: Argentina, Austria, Estados Unidos, Gran Bretaña e Israel. El equipo argentino estuvo integrado por Silvia Cochetti, Estela Fernández, Dina Galíndez, Susana Masciotra, Amelia Mier, Susana Olarte y Noemí Tortul.
El equipo argentino venció a Estados Unidos 4-1, a Austria 22-15, a Gran Bretaña 8-2 y perdió con Israel 17-12, equipo este que ganó todos los partidos ganando la medalla de oro, en tanto que Argentina quedó segunda haciéndose acreedora a la medalla de plata, mientras que la de bronce correspondió a Estados Unidos.
| Básquetbol Mujeres Participantes: 5 países | Básquetbol Mujeres Participantes: 5 países | Básquetbol Mujeres Participantes: 5 países | Básquetbol Mujeres Participantes: 5 países | Básquetbol Mujeres Participantes: 5 países |
|                                            | País                                       | Ganó                                       | Perdió                                     |                                            |
| ------------------------------------------ | ------------------------------------------ | ------------------------------------------ | ------------------------------------------ | ------------------------------------------ |
| 1                                          | Israel                                     | 4                                          | 0                                          |                                            |
| 2                                          | Argentina                                  | 3                                          | 1                                          |                                            |
| 3                                          | Estados Unidos                             | 2                                          | 2                                          |                                            |
| 4                                          | Austria                                    | 1                                          | 3                                          |                                            |
| 5                                          | Gran Bretaña                               | 0                                          | 4                                          |                                            |
| Fuente: Wheelchairs can jump!              |                                            |                                            |                                            |                                            |